# Leven (dopływ Tees)
Leven (ang. River Leven) – rzeka w północno-wschodniej Anglii, w hrabstwie North Yorkshire, dopływ rzeki Tees.
Źródło rzeki znajduje się na wzgórzu Kildale Moor, na południowy wschód od wsi Kildale, na terenie parku narodowego North York Moors, na wysokości 285 m n.p.m. Rzeka płynie przeważająco w kierunku zachodnim, przepływając przez miejscowości Great Ayton, Stokesley i Hutton Rudby. Uchodzi do rzeki Tees na wschód od miasta Yarm, na wysokości około 5 m n.p.m.